# Kalliopi Lemos
Kalliopi Lemos (griechisch Καλλιόπη Λεμού, * 1951 auf den Inousses-Inseln, Griechenland) ist Bildhauerin, Malerin und Installationskünstlerin. Sie lebt und arbeitet in London.

## Leben
Kalliopi Lemos studierte Malerei und Druckgrafik an der Londoner Byam Shaw School of Art, einem Teil des Central Saint Martins College of Art and Design, schloss mit einem Bachelor ab und setzte ihr Studium dort danach fort. Sie beschäftigte sich weiterhin mit der Sōgetsu-Schule des Ikebana.
Kalliopi Lemos ist verheiratet und hat zwei erwachsene Kinder.

## Werk

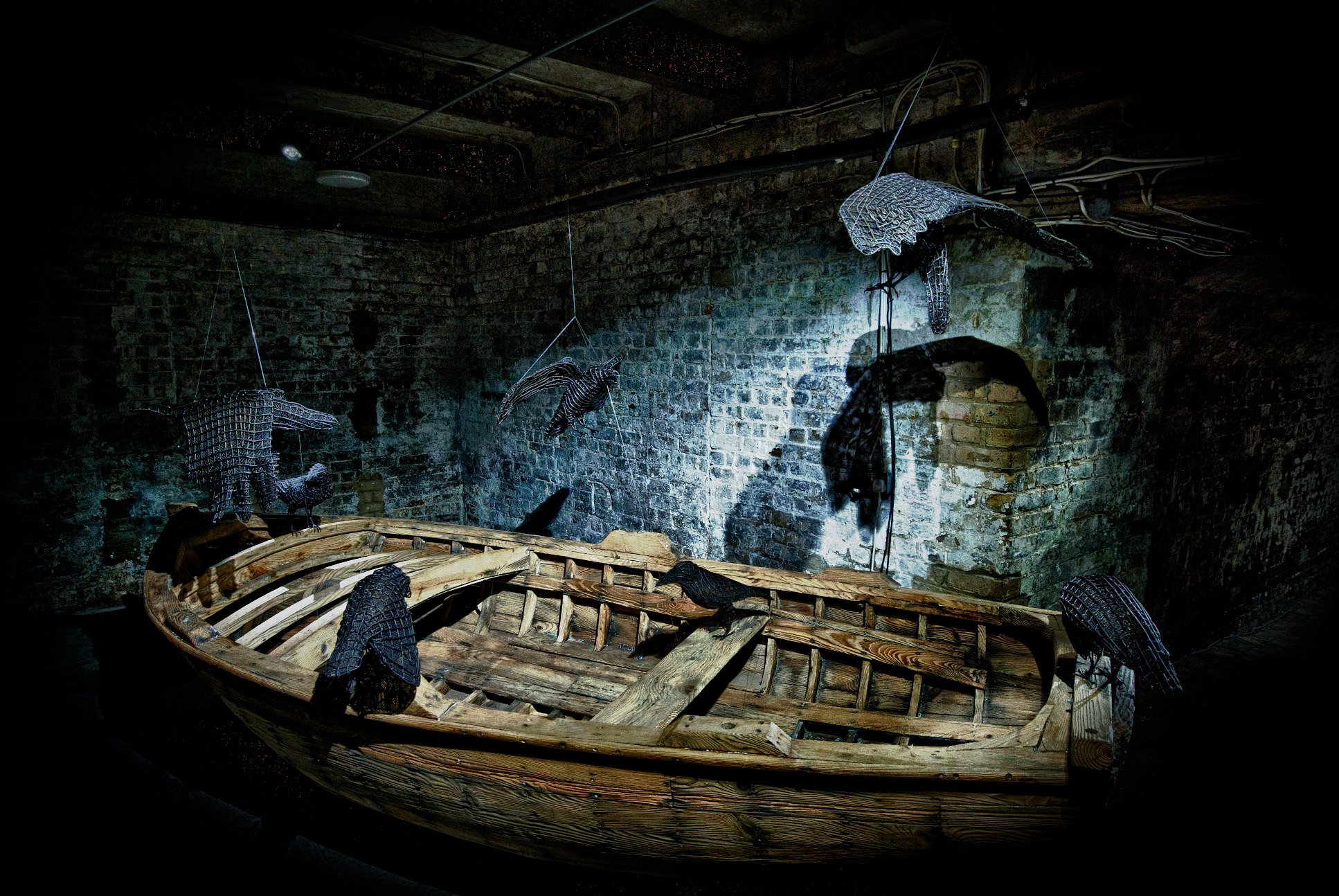
Navigating in the Dark, St. Pancras Parish Church, London

In Deutschland wurde sie vor allem durch ihre Installation At Crossroads vor dem Brandenburger Tor im Jahr 2009 bekannt, organisiert von der Akademie der Künste. Die 13 Meter hohe Installation bestand aus neun türkischen, in Griechenland gestrandeten Booten, mit denen Flüchtlinge aus dem Nahen Osten die griechische Küste erreichten. Sie thematisierte 20 Jahre nach dem Fall der Berliner Mauer an einem zentralen Ort Europas das Schicksal der Flüchtlinge, die versuchen, die Europäische Union auf dem Seeweg zu erreichen. Sie war Teil einer Trilogie; ähnliche Skulpturen platzierte Kalliopi Lemos unter den Namen Crossing und Round Voyage seit 2006 in der Nähe einer Ausgrabungsstätte im Athener Vorort Elefsina und im Santralistanbul, einem Museum für zeitgenössische Kunst in Istanbul.

## Ausstellungen (Auswahl)
- 2006 Rites of Passage, Art Gallery of Cyclades (Syros)[8]
- 2006–2009 Crossing, Installation (Elefsina)
- 2007–2009 Round Voyage, Installation (Istanbul)
- 2008 Zeichnungen, BM Suma Contemporary Art Center (Istanbul)[9]
- 2009 At Crossroads (Berlin)
- 2009 Perpetual Transitions (Atrium des Olympic Tower, New York)[10]
- 2011 Navigating in the Dark, Ausstellungstrilogie im Benaki Museum (Athen), der Sultan-Ibrahim-Moschee (Rethymno) und der Krypta der St. Pancras Parish Church (London)[11][12][13]